# 柔嫩的臉頰
《柔嫩的臉頰》（日语：柔らかな頬）是日本作家桐野夏生的小說，1999年由講談社出版，该书獲得第121屆直木獎。

## 內容
描述佳須美與森脇道弘前往北海道，拜訪石山與典子夫妻。佳須美的長女有香突然失蹤，佳須美的人生從此產生劇烈變化。
癌末瀕死刑警內海與佳須美相遇之後，兩人曾經各做了一個與真相有關的白日夢，內海夢到的真兇是後來飲彈自盡的地主和泉，而佳須美夢的
卻是丈夫為報復她的外遇，與佳須美父母聯手，將有香帶回她離開後就沒有再回去過的老家。
內海臨死前夢到一個警察脇田，為了立功將有香殺害而製造事端，彷彿是要將事作做一個合理解釋所做出的安排。
最後一章〈砂岩〉是有香的自述，她聽到了母親偷情的聲音，終於解開了佳須美與石山深夜幽會時所聽到的聲響之謎，而在內海死前的夢中，脇田因為被要
求處體發臭的狗屍而有「搞個事件」的發想。
有香看到一個男的正微笑地看著自己，在事件中，對有香來說唯一陌生人是內海夢中的警察，而內海夢醒了就斷氣。
小說最後一句話為「快點殺了我吧！有香將自己細小的頸子伸了出去。」。

## 人物
- 佳須美
- 森脇道弘
- 石山
- 典子
- 有香
- 梨紗
- 龍平
- 瑠璃子
- 和泉
- 水島
- 鳶枝
- 內海
- 久美子
- 真菜
- 脇田

## 獎項
- 第121屆直木獎